# Calc (tableur)
Pour les articles homonymes, voir Calc.
 (avril 2013).
Si vous disposez d'ouvrages ou d'articles de référence ou si vous connaissez des sites web de qualité traitant du thème abordé ici, merci de compléter l'article en donnant les références utiles à sa vérifiabilité et en les liant à la section « Notes et références ».
Calc est le nom du tableur intégré aux logiciels LibreOffice et Apache OpenOffice proposés sous licence libre. Il est l'équivalent gratuit du tableur Excel proposé par Microsoft.

## Fonctionnalités
Calc est un tableur dont le nombre maximum de lignes est de 1 048 576 (220), le nombre maximum de colonnes est de 1024 (de la colonne A à la colonne AMJ) et le nombre maximum de feuilles dans un classeur est 10 000.
Un générateur de diagrammes est intégré, dont les fonctions sont simples et nécessitent peu de lecture de la documentation. Seules les cellules qui ne sont pas masquées dans la feuille de calcul sont prises en compte pour le diagramme, ce qui permet de travailler commodément, par exemple, sur des mesures glissantes par quinzaines. Les fonctions de régression linéaire existent en standard dans le menu graphique.
La fonction Pilote de données est l'équivalent du tableau croisé dynamique d'Excel.
La mise à jour des formules est particulièrement facilitée dans Calc par une association automatique de couleurs aux éléments de la formule associée à une signalisation discrète dans la couleur correspondante de chaque cellule ou groupe de cellules associé (voir figure). Cela constitue un bon moyen également de documenter ses feuilles de calcul.

## Formats de document
Calc travaille en standard au format OpenDocument (ODS), issu du XML. Il sait importer et exporter des données aux formats Excel (xls), dBase (dbf), MySQL, Data Interchange Format (dif), Hypertext Markup Language (html), ou texte ASCII (txt). Il permet également d'exporter au format Portable Document Format (pdf) sans nécessiter de programme de conversion du commerce. Les macros étant assez éloignées de celles d'Excel, une réécriture quasi complète du code est nécessaire si on veut en importer depuis un autre format de fichier que le format sxc ou ods.

## Exemples d'utilisation

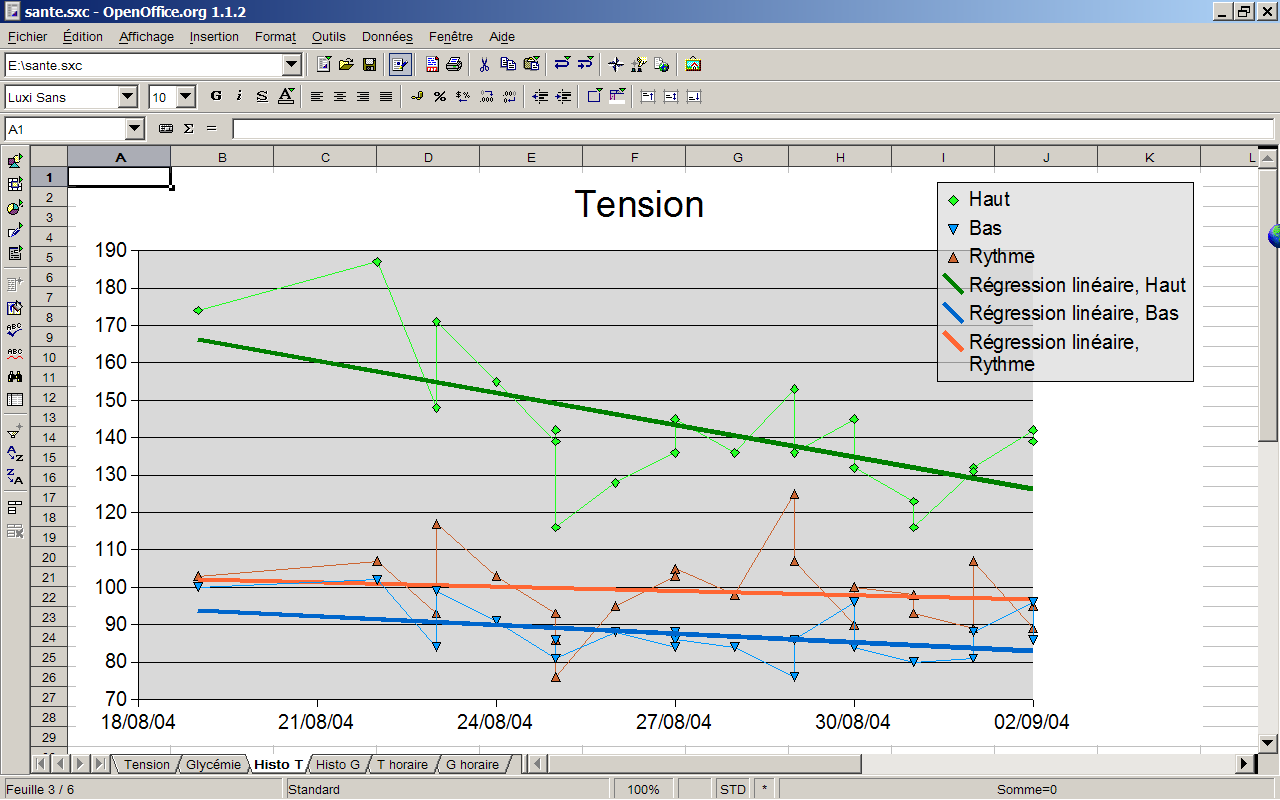
Exemple de suivi graphique du contenu de la première feuille de calcul (ici, tensions artérielles et rythme cardiaque, pour mesurer l'effet d'un médicament).
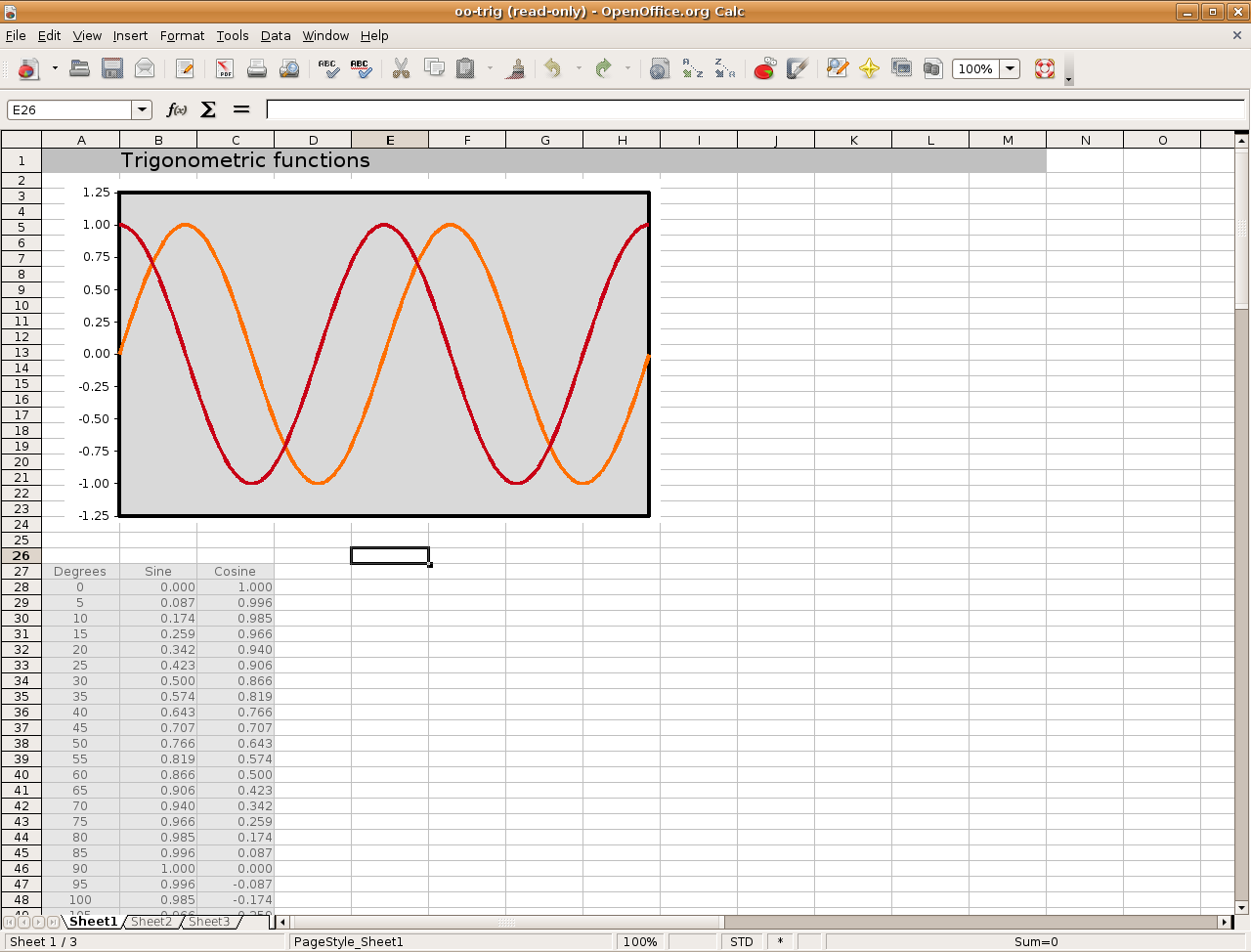
Exemple de feuille de calcul OpenOffice.org Calc. Les couleurs sont créées automatiquement par le formatage conditionnel.
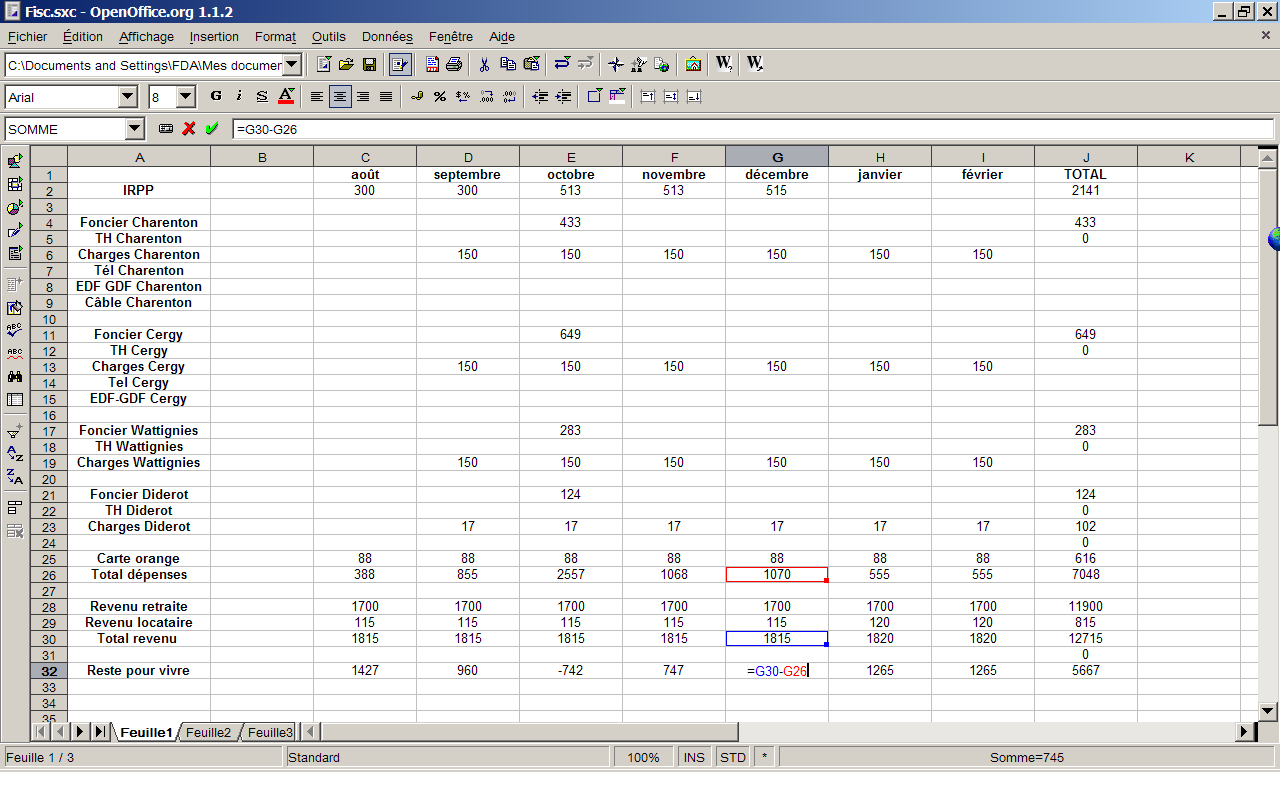
Mise en évidence automatique des cellules concernées par une formule grâce à une coloration appropriée.

## Versions
Dans Calc 1.x, le nombre de lignes est limité à 32 000, mais dans Calc 2.0 ce nombre augmente à 65 536 ce qui le met au même niveau qu'Excel et augmente ainsi sa compatibilité. En effet, dans la version 1.x, les fichiers dépassant la limite des 32 000 lignes sont tout simplement tronqués, ce qui entraîne des pertes d'informations problématiques, notamment en milieu professionnel. La version 3.0 passe de 256 à 1 024 colonnes par feuille. Cette nouvelle version permet d'accéder à plusieurs à une feuille de calcul, ce qui permet à de multiples utilisateurs de travailler sur la même feuille de calcul.
La version 1 travaillait au format sxc, également en XML.

## Identité visuelle

Logo de la version 2.0
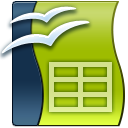
Logo de la version 3.0
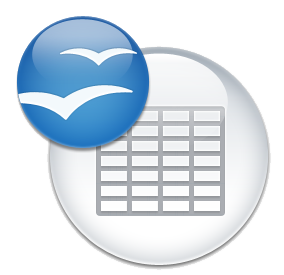
Logo de la version 3.2.1